# Nora Scheitgen
Eleonore „Nora“ Maria Scheitgen (geb. Zillken; * 19. Januar 1890 in Wallerfangen) war eine deutsche Schuldirektorin, Autorin und Übersetzerin.

## Leben
Nora Zillken besuchte bis 1902 die Volksschule in Wallerfangen und wechselte dann zur städtischen Mädchenschule in Saarlouis. 1906 begann sie ihre Ausbildung am höheren Lehrerinnenseminar in Koblenz (Königlich Preußisches Lehrerinnenseminar Koblenz), die sie 1909 abschloss. Am 16. März 1911 schloss sie ihre Reifeprüfung am Realgymnasium in Essen ab. Sie begann 1911 ein Studium der Neuphilologie, Germanistik und Philosophie an der Universität Bonn. Im Wintersemester 1912/13 studierte sie in Paris. Am 27. Mai 1916 bestand Zillken ihr Staatsexamen und am 26. Juli 1916 wurde sie aufgrund ihrer Dissertation über Paul Bourget in Bonn promoviert.
Nora Zillken leitete von 1930 bis 1932 das Lyzeum in Uerdingen (heute Gymnasium am Stadtpark Uerdingen). Am 27. Juli 1932 heiratete sie in Trier den Studienrat Hubert Scheitgen, woraufhin sie aufgrund des Lehrerinnenzölibats aus dem Schuldienst ausscheiden musste. Ab 1957 betätigte sich Scheitgen als Autorin und Übersetzerin und lebte bis zu ihrem Lebensende etwa 1960 im Hause Weismark 11 in Trier.